# 第六感追緝令2
是一部2006年色情驚悚電影，也是1992年《第六感追緝令》的續集。由米高·卡頓-鍾斯執導，馬里奧·卡薩、Joel B. Michaels和安德魯·G·瓦吉納監製。由Leora Barish和Henry Bean編劇。參與演出的演員有莎朗·史東，再度飾演原先角色Catherine Tramell，以及大卫·莫瑞瑟。本片是由德國、英國、美國和西班牙國際性聯合製作。
本作因為涉及性、裸露、毒品、暴力被歸類為「R」級，但在發行後票房失利，同時獲得普遍負面的評價。在第27屆金酸莓獎上，本片從七項提名中奪得四個獎項。

## 演员
- 莎朗·史東 飾演 Catherine Tramell（英语：Catherine Tramell）
- 大卫·莫瑞瑟 飾演 Dr. Michael Glass
- 夏綠蒂·蘭普琳 飾演 Dr. Milena Gardosh
- 大卫·休里斯 飾演 Roy Washburn
- 弗洛拉·蒙哥馬利 飾演 Michelle Broadwin
- Heathcote Williams（英语：Heathcote Williams） 飾演 Dr. Jakob Gerst
- 休·丹西 飾演 Adam Towers
- 英迪拉·瓦爾瑪 飾演 Denise Glass
- Anne Caillon 飾演 Laney Ward
- 伊恩·羅伯遜（英语：Iain Robertson） 飾演 Peter Ristedes
- 斯坦·哥利摩亞（英语：Stan Collymore） 飾演 Kevin Franks
- Kata Dobó（英语：Kata Dobó） 飾演 Magda
- Jan Chappell（英语：Jan Chappell） 飾演 Angela

## 外部連結
- 互联网电影数据库（IMDb）上《第六感追緝令2》的资料（英文）
- Box Office Mojo上《第六感追緝令2》的資料（英文）
- 爛番茄上《第六感追緝令2》的資料（英文）
- Metacritic上《第六感追緝令2》的資料（英文）